# 五台子街道
五台子街道，是中华人民共和国辽宁省营口市西市区下辖的一个乡镇级行政单位。

## 行政区划
五台子街道下辖以下地区：
创新社区、建新社区、鸿大社区和华安社区。